# Garicsi pálos kolostor
A Garicsi Boldogságos Szűz Mária pálos kolostor egy a 13. században épített kolostor volt Horvátországban, a Sziszek-Monoszló megyei Kutenyához tartozó Mikleuška település határában.

## Fekvése
A kolostor romjai a Monoszlói-hegység Dugačko brdo nevű magaslata – Garics vára – alatt, a Kamenjača-patak szorosának egyik nehezen megközelíthető részén találhatók.

## Története
A Boldogságos Szűz Mária pálos kolostor, vagy népszerű horvát nevén Bela crkva, az első pálos kolostor Horvátország területén, mely 1273-as első említésétől egészen az oszmán hódításig és a pálosok meneküléséig működött. A kolostor a Monoszlói-hegység lábánál, patakoktól és sűrű erdőtől körülvett területen feküdt, mely teljesen megfelelt a szerzetesek világtól elvonuló életvitelének. A pálos kolostorok legtöbb kutatója azt állítja, hogy a kolostort 1295-ben alapította Tiburcia mester, akinek nem volt örököse. Ezért adta oda a szerzeteseknek a birtokában levő földet, hogy ott templomot és kolostort építsenek. Egyes források szerint az 1273-as említés még nem a kolostorra, hanem az itt működő remeteségre vonatkozott. 
A kutatások szerint a templomnak egyetlen hajója volt a szentélytől elválasztva, a főbejárat pedig a nyugati homlokzaton volt. A régészeti feltárások megerősítették a templomban öt oltár volt, négy a hajóban, egy pedig a szentély középpontjában. Az oltárok Szent Ilona,
a Szent Szüzek (Katalin, Dorottya, Orsolya és Borbála), valamint Szent Pál tiszteletére voltak szentelve, egy oltár pedig a jobb oldalon van a szentély bejáratánál névtelen volt. 1409-ben Csupor Pál egy a Szent Szűz tiszteletére szentelt oltárt adományozott a templomnak azzal a feltétellel, hogy az ő és rokonai egészsége érdekében napi szentmisét mondanak. A család tagjait is ezen oltár előtt temették el. A kolostor számos kiváltságban is részesült, különösen Erzsébet királyné részéről, aki személyes védelme alá vette a szerzeteseket és templomukat.
A templom területén végzett régészeti feltárások során a padozat alatt jól láthatóvá váltak a temetkezési helyek. A kolostort biztonságos okmánytárnak is tekintették, ott tartották Monoszló vidékének okleveleit, a különféle adományozások, végrendeletek, átírások és perek iratait, ideértve az alapító Tiburcia mester adománylevelét is. A pálosok csaknem négy évszázados itteni működésük alatt számos adományt kaptak, különösen a nemesi családok végrendeleteiből gazdagodtak. Birtokai közé tartoztak Stupna, Mihaljevac, a Garesnica felső folyása melletti Podgorje, Paklenac, Bršljanovac és Podgorje, Remete - Lonka, Dimičkovina,
Završje, Lukačevac, Gornji és Donji Kosovac, Marijaševac, Sredna részei, néhány kutenyai birtok, kasovaci és beketineci kúriák, néhány garesnicai birtokrész, a kosovac, palaćnai, beketineci birtokok jobbágytelkei, nyolc szőlőhegy, egy halastó és három malom. 
Az 1537 utáni fennmaradt források nagymérvű török pusztításról mesélnek. Eszerint a Monoszló vidékét mintegy háromezer főnyi oszmán lovasság pusztította végig. A nagy demográfiai és anyagi veszteségekről is tanúskodnak a vonatkozó adatok. Dubrava, Csázma és Garics környékéről 1200 lakost és ugyanannyi szarvasmarhát hajtottak el a rabszolgaságba. 1540-ben elesett Brestyanóc vára, ezzel a török a kolostor közvetlen közelébe ért el. Az első török támadásokkor a kolostor már elhagyatott volt, a szerzetesek már korábban, valamikor 1520 és 1540 között elmenekültek. Ezután az épületegyüttes pusztulásnak indult.
A Szlavónia felszabadulása utáni időben 1745-ben és 1746-ban a pálos rend megpróbálkozott horvátország javainak helyreállításával, de erőfeszítéseik eredménytelenül zárultak. Nem ismert, hogy ezután a romok kinek a tulajdonában voltak, illetve hogy a kolostort más célra használták-e.

## A kolostor mai állapota
A kolostor egy téglalap alakú fennsíkon helyezkedik el, amelyet minden oldalról a Crkveni jarak patak és mellékvizei határolnak. A régészeti kutatások 2009-es kezdete előtt teljesen befedte a sűrű növényzet. Ennek ellenére felismerhetők voltak a külső méretei. A kolostornak, mint Horvátország egyik legfontosabb késő középkori szakrális épületének kutatási, konzerválási és helyreállítási munkálatait a Horvát Restaurátor Intézet 2009 óta végzi. Az eddigi munkák között szerepel a kolostorkomplexum északkeleti részén található Angyali üdvözlet kolostortemplom helyreállítása. A templom a maradványok alapján 30,5 méter hosszúságú és 10,5 méter szélességű volt. Nyugati homlokzatán két késő gótikus portál található: egy pazar profilozású főbejárat a templomba és egy kisebb, egyszerűbben kialakított bejárat a kolostorba. A főkapuzat eredetijét sokáig az intézet kőplasztikai osztályán őrizték. 2013. január 25. a Múzeumok Éjszakája óta állandó jelleggel állítják ki a kutinai Moslavina Múzeumban.